# Lasker~Koshland Special Achievement Award in Medical Science
Der Lasker~Koshland Special Achievement Award in Medical Science ist ein Wissenschaftspreis, der seit 1994 von der Lasker Foundation vergeben wird.
Er ehrt Wissenschaftler, die in herausragender Weise die Forschung, Gesundheit oder Medizin beeinflusst und vorangebracht haben und die sich in ihrer wissenschaftlichen Karriere den besonderen Respekt der biomedizinischen Wissenschaftsgemeinde erworben haben. Bis 2006 wurde der Preis unter dem Namen Albert Lasker Special Achievement Award vergeben, seit 2008 ehrt der Name des Preises zusätzlich den ehemaligen Preisträger Daniel E. Koshland, der 2007 verstorben war.

## Preisträger
- 1994 Maclyn McCarty
- 1996 Paul Zamecnik
- 1997 Victor A. McKusick
- 1998 Daniel E. Koshland
- 1999 Seymour S. Kety
- 2000 Sydney Brenner
- 2002 James E. Darnell
- 2004 Matthew Meselson
- 2006 Joseph G. Gall
- 2008 Stanley Falkow
- 2010 David Weatherall
- 2012 Donald D. Brown, Tom Maniatis
- 2014 Mary-Claire King
- 2016 Bruce M. Alberts
- 2018 Joan Argetsinger Steitz
- 2021 David Baltimore
- 2023 Piet Borst